# Femunden
A Femunden Norvégia harmadik legnagyobb tava, és második legnagyobb természetes tava. A svéd határ közelében elhelyezkedő tavat 203,4 km2-nyi területével csupán a Mjøsa és a Røssvatnet előzi meg. A tavat az Engerdal, Os és Røros községek települései határolják. A tó része a Femundsmarka Nemzeti Parknak.

## Hajózási történelem[1]
1886-ban egy hajószállító cég alakult meg Rørosnál. A cég első gózhajója, az S/S Fæmund először 1887-ben szolgált a tónál. Attól kezdve közlekednek hajók és kompok a Femundenen. Az első hajó egy 18 méter hosszú fahajó volt, a neve Fæmund. Ez a hajó túl kicsi volt a fa vontatására, ezért 1905-ben egy acélhajóval helyettesítették, amely 25 méter hosszú volt, és Fæmund II-nek hívták. Ma még mindig ezt a hajót használják.1958-ban a régi gőzmotort lecserélték egy 160 lóerős dízelmotorra. Az útvonal kezdete óta az utazók száma megnőtt. A fa vontatást 1970-ben befejezték, és a más áruk szállítása is lecsökkent. Ezután a szállítócég az emberek hordására fókuszált át, és így 1980-ban újraépítették a Fæmund II-t.